# Oreillard de Townsend
Espèce
Synonymes
- Plecotus townsendii Cooper, 1837 - protonyme[2]

Statut de conservation UICN

 LC  : Préoccupation mineure
L'Oreillard de Townsend (Corynorhinus townsendii) est une espèce de chauve-souris de la famille des Vespertilionidae.

## Liste des sous-espèces
Selon BioLib (30 juin 2019) :
- sous-espèce Corynorhinus townsendii australis (Handley, 1955)
- sous-espèce Corynorhinus townsendii ingens (Handley, 1955)
- sous-espèce Corynorhinus townsendii pallescens (Miller, 1897)
- sous-espèce Corynorhinus townsendii townsendii Cooper, 1837
- sous-espèce Corynorhinus townsendii virginianus (Handley, 1955)